# FK Zvijezda Brgule
Fudbalski klub Zvijezda (FK Zvijezda; Zvijezda; Zvijezda Brgule) je bio nogometni klub iz Brgula, općina Vareš, Zeničko-dobojska županija, Federacija BiH, Bosna i Hercegovina. 

## O klubu
FK "Zvijezda" je osnovana 14. siječnja 1980. godine, a glavni osnivač je bio Pero Stanišić. Ime je klub dobio po okolnoj planini Zvijezdi. Klub se natjecao u Općinskoj ligi Ilijaš, a kasnije u Općinskoj ligi Visoko. Krajem rata u BiH klub je rasformiran. 
 
Kako su većinsko stanovništvo u Brgulama i nekoliko okolnih naselja vareške općine činili Srbi, oni su većinom napustili to područje. Dio ih se naselio na području Republike Srpske. 
 
2009. godine u Bijeljini gospordastvenik porijeklom iz Brgula i bivši igrač "Zvijezde" Boris Stanišić pokreće klub naziva "Zvijezda 09 Brgule" kao nastavak ovog kluba.

"Zvijezda 09" u sezoni 2018./19. postaja članom Premijer lige Bosne i Hercegovine. 

## Unutrašnje poveznice
- Brgule
- FK Zvijezda 09 Etno selo Stanišići

## Vanjske poveznice
- fkzvijezda09.com